# Tony Marino (Boxer)
Tony Marino (* 18. Mai 1912 in Duquesne, USA; † 1. Februar 1937) war ein US-amerikanischer Boxer im Bantamgewicht. Er wurde von Reed Brown sowie von Bill Newman gemanagt. Trainiert wurde er von Ray Arcel.

## Profikarriere
Am 2. Juli des Jahres 1930 gab Marino mit einem einstimmigen Punktsieg gegen seinen Landsmann Young Ketchell über 6 Runden erfolgreich sein Debüt bei den Profis.
Ende Juni 1936 trat Marino gegen den Spanier Baltasar Sangchili an und bezwang ihn in einem auf 15 Runden angesetzten Gefecht in der 14. Runde durch klassischen K. o. Durch diesen Sieg eroberte Marino sowohl den Weltmeistertitel der US-amerikanischen Boxzeitschrift The Ring als auch den linearen Weltmeistertitel.
Beide Titel verlor Marino allerdings bereits in seinem nächsten Kampf, in dem es auch um den Weltmeisterschaftstitel des Verbandes NYSAC ging, Ende August desselben Jahres an den Puerto-Ricaner Sixto Escobar durch T.K.o. in Runde 13.
Im darauffolgenden Jahr beendete Tony Marino seine Karriere.